# Руше, Марк-Эмиль
Марк-Эмиль Руше (фр. Marc-Emile Ruchet; 14 сентября 1853 года, Бекс, кантон Во, Швейцария — 13 июля 1912 года, Берн, Швейцария) — швейцарский государственный деятель, президент Швейцарии (1905 и 1911).

## Биография
Родился в семье учителя. После окончания Гуманистической гимназии в Лозанне получил диплом лицентиата. В 1878 г. окончил юридический факультет Гейдельбергского университета.
Являлся членом леволиберального братства Гельвеция и масонской ложи «Либерте», возглавлял юридическую фирму «Рушонне». В 1881 г. был избран в Федеральный совет. С 1886 по 1888 г. был директором железнодорожной компании Suisse-Occidentale-Simplon, а с 1890 по 1899 г. — директором Jura-Simplon-Bahn.
Его политическая карьера началась в 1882 г., когда он был избран в Большой совет кантона Во. В 1887 г. он был избран ее президентом и состоял в нем до 1893 г. С 1887 по 1893 г. и с 1896 по 1899 г — член Совета кантонов Швейцарии. В качестве члена кантонального правительства с 1894 по 1899 г. руководил Управлением образования и по делам церкви и участвовал в создании системы бесплатных детских садов и приятии и первого закона о защите памятников в Швейцарии. Он также разработал закон об охране памятников, который позднее послужил примером для других кантонов и штатов.
В швейцарской армии получил звание подполковника военной юстиции.
- 1 января — 31 декабря 1898 г. — президент Кантонального совета Во,
- 14 декабря 1899 — 9 июля 1912 гг. — член Федерального совета Швейцарии,
- 1 января 1900 — 31 декабря 1903 гг. — начальник департамента (министр) внутренних дел,
- 1 января — 31 декабря 1904 г. — вице-президент Швейцарии, начальник департамента финансов,
- 1 января — 31 декабря 1905 г. — президент Швейцарии, начальник политического департамента,
- 1 января 1906 — 31 декабря 1910 гг. — начальник департамента внутренних дел,
- 1 января — 31 декабря 1910 г. — вице-президент Швейцарии,
- 1 января — 31 декабря 1911г. — президент Швейцарии, начальник политического департамента,
- 1 января — 9 июля 1912 г. — начальник департамента внутренних дел.

С его именем были связаны значимые правовые нововведения. Закон о лесной полиции, пересмотренный в 1902 г., предписал сохранение лесного покрова на всей территории страны. В соответствии с этим законом, который считался образцовым во всей Европе, ландшафты должны были быть защищены от растущей урбанизации и, как следствие, должна быть сохранена национальная идентичность Швейцарии. В 1905 г. выступил одним из соучредителей организации Swiss Homeland Security, кроме того, он добился увеличения субсидий на культуру. Изначально выступал против финансовой поддержки начальных школ Конфедерацией, поскольку он рассматривал это как вмешательство в компетенцию кантонов, однако, войдя в Федеральный совет, изменил свою позицию и смог убедить избирателей в необходимости законопроекта, который был принят 23 ноября 1902 г. с поддержкой в 76,3% голосов.
Умер через четыре дня после отставки.